# Razred podmornic Sava
Sava je bil razred dveh dizel-električnih podmornic, ki so jih zgradili v poznih 1970ih in zgodnjih 1980ih za Jugoslovansko vojno mornarico. Zasnovali jih je Brodarski institut (BI) iz Zagreba, zgradila pa jih je ladjedelnica Brodogradilište specijalnih objekata. V primerjavi s predhodnim razredom Heroj so bil nove podmornice daljše, močneje oborožene, bolj avtomatizirane in so se lahko potopile globlje. Šest torpednih cevi se je lahko uporabljalo tudi za polaganje morskih min. Obe podmornici "Sava" (P-831) in "Drava" (P-832) so upokojili v zgodnjih 2000-ih. 
Podmornici sta bili dolgi 55,9 metra, izpodriv na površju je bil 770 t (760 angleških ton), pri potopljeni podmornici pa  964 t (949 angleških ton). Poganjala sta ga dva dizelska motorja MTU in en električni motor Končar z močjo 1 MW. Hitrost na površju je bila 10 kn (19 km/h; 12 mph), pod vodo pa  16,5 kn (30,6 km/h; 19,0 mph). Podmornice so se lahko potopile do globine 300 metrov. Posadka je štela 35 članov. 
Imeli sta šest 533 mm torpednih cevi za do deset torpedov TEST-71ME, ki so imeli največji doseg 10,8 nmi (20 km; 12 mi). Lahko sta bili oboroženi z do 20 morskimi minami.